# Люфт-клозет

Схематичне зображення пристрою туалету типу «люфт-клозет»

Люфт-клозет — туалет, розташований всередині приміщення, в якому фекалії збираються до вигрібної ями, що має вигрібний люк зовні приміщення . На відміну від традиційного туалету з вигрібною ямою, люфт-клозет влаштовується в опалювальному приміщенні і тому повинен бути обов'язково обладнаний вентиляційним пристроєм — так званим люфт-каналом. Тобто, це надвірна неканалізована вбиральня або така сама вбиральня, вбудована у житловий будинок чи прибудована до нього.

## Облаштування
Вигрібна яма люфт-клозету, як правило, розташовується за межами фундаменту будинку. Яма забезпечується люком для прочищення. Дну ями надають ухил в сторону очисного люка.
Приймальна лійка може розташовуватися як безпосередньо над ямою, так і з'єднуватися з нею з допомогою похилої труби. У воронках люфт-клозету, як правило, не влаштовується гідравлічного затвора. Для зменшення проникнення до приміщення запаху, горючих газів і мух з вигрібної ями велике значення має установка системи вентиляції вигрібної ями. Приплив повітря в цьому випадку здійснюється через приймальню воронку, а витяжка — через люфт-канал. Для створення в люфт-каналі тяги його розташовують біля димоходів або труб опалення, але може також використовуватися вентилятор.

## Порівняння з іншими типами туалетів
Люфт-клозети споруджують в будинках, що не мають підключення до центральної каналізації. Важливе значення люфт-клозету перед простим туалетом з вигрібною ямою — розташування всередині опалювальних приміщень, однак рекомендується перед входом в приміщення люфт-клозету облаштовувати тамбур.
Люфт-клозет є капітальною спорудою і не може використовуватися як тимчасова вбиральна — в цьому випадку більше підходить пудр-клозет (біотуалет) або хімічний туалет. Не підходить він також в разі високого рівня ґрунтових вод, так як є ймовірність порушення герметичності вигрібної ями. На відміну від дворових туалетів, люфт-клозет після заповнення не може бути переміщений на нове місце, тому обов'язково повинен бути забезпечений люком для прочищення, до якого може під'їхати асенізаційна машина.
Був розповсюджений у 1930-х — 1950-х роках у малоповерхових будинках-сталінках, які, як правило, призначалися для робітників селищ при підприємствах. У них були відсутні центральне водопостачання і каналізація.